# Базен, Франсуа Ашиль
Базе́н, Франсуа́ Аши́ль (François-Achille Bazaine; 13 февраля 1811, Версаль — 23 сентября 1888, Мадрид, Испания) — французский военачальник, маршал Франции (5 сентября 1864), участник войн в Алжире (1835), Испании (1837), Крымской войны 1853—1856 годов, австро-итало-французской войны (1859), Мексиканской экспедиции 1862—1867 годов и Франко-прусской войны 1870—1871 годов.

## Биография
Сын генерала-лейтенанта, инженера и математика, большей частью служившего России, Пьера-Доминика Базена (1786—1838). Дядя Ж. А. Базена-Хейтера, дивизионного генерала, военного писателя.
На службу вступил в 1831 году в находившийся при алжирских войсках иностранный легион; в 1835 году с этим же легионом дрался в Испании против карлистов; затем опять служил в Алжире, а в Крымскую войну был уже бригадным генералом. После занятия союзниками Севастополя, при осаде которого Базен обнаружил большую храбрость и осмотрительность, он был произведён в дивизионные генералы и командовал экспедицией против Кинбурна. В 1859 году отличился в сражениях при Меленьяно и Сольферино.

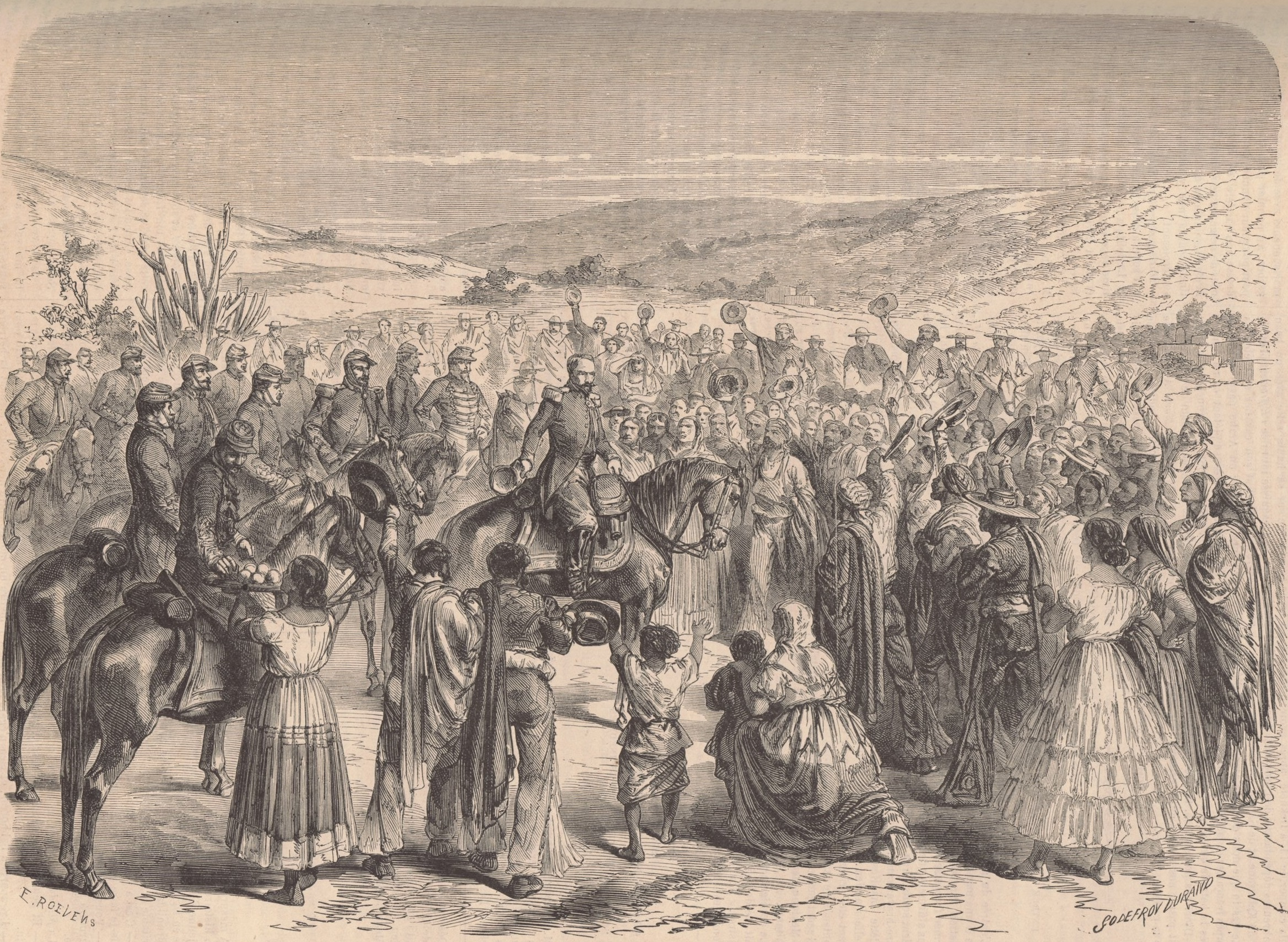
Базен в Мексике

В Мексиканской экспедиции 1862 года он сначала служил под начальством генерала Форе, а потом (1863 год) был назначен главнокомандующим и возведён (1868 год) в звание маршала.
В 1867 году французские экспедиционные войска были отозваны из Мексики, и Базен получил начальство сначала над 3-м, а потом (1869 год) над гвардейским корпусом. 

### Франко-прусская война
В войну 1870 года он командовал сосредоточившейся в Меце французской Рейнской армией. При отступлении от Меца на Шалон, войска Базен были задержаны 14 августа атакой войск 1-й германской армии, у Коломбей — Нуйи; сражение при Вионвиле 16 августа заставило его отступить к Мецу.
В этой крепости Базен принуждён был запереться, после храброй обороны своих позиций в бою 18 августа при Гравелоте. Подобно тому, как прежде Базен главной задачей считал не отступление от Меца, но защиту этой крепости, так и теперь он преимущественно заботился о сохранении своего положения, и во время осады Меца не выказал должной энергии для прорыва блокадной линии и соединения с Мак-Магоном. После боя при Роменвиле 31 августа и 1 сентября он отказался от всяких попыток прорваться и, очевидно, имел намерение сохранить свою армию в целости до заключения мира (что, по его соображениям, должно было вскоре совершиться), дабы затем в качестве непобеждённого полководца играть важную политическую роль. Но уже 27 октября недостаток жизненно важных припасов принудил его сдать Мец и сдаться самому со всей своей 170-тысячной армией.
После этого он отправился в Кассель, к пленному Наполеону. Капитуляция Меца вызвала во Франции страшное негодование против Базена, его обвиняли не только в трусости и неспособности, но и в измене. Разжиганию негодования во многом способствовали публикации его (к этому моменту вышедшего в отставку) адъютанта Эмиля Кератри и мемуары, написанные в плену участником обороны Меца полковником генштаба Жозефом Гастоном Ардуэном д'Англо
В 1872 году Базен по собственному требованию был арестован, а затем предан военному суду, который под давлением общественного мнения приговорил его к смертной казни. Приговор этот по ходатайству членов суда президент республики Мак-Магон заменил 20-летним тюремным заключением.
Базен отвезён был на остров Сент-Маргерит (близ Канн), но 10 августа 1874 года бежал оттуда при помощи своей жены, и, вероятно, при тайном содействии надсмотрщиков. Затем он поселился в Мадриде, где и умер в 1888 году, всеми забытый и оставленный даже собственной женой, честолюбивой мексиканкой, имевшей на него самое пагубное влияние.
В своё оправдание он написал: «Episodes de la guerre de 1870 et le blocus de Metz» (1883 год) — сочинение, сразу же запрещённое во Франции.

## Награды
- Орден Почётного легиона
  - большой крест (2 июля 1863)[1]
  - командор (1855)
  - офицер (1845)
  - кавалер (1835)
- Воинская медаль
- Медаль в память об Итальянской кампании
- Медаль в память о Мексиканской экспедиции
- Орден Леопольда I, большой крест (Бельгия)
- Орден Бани (Великобритания)
- Крымская медаль (Великобритания)
- Орден Карлоса III (Испания)
- Орден Изабеллы Католической (Испания)
- Орден Святого Фердинанда, большой крест (Испания)
- Орден Богоматери Гваделупской[итал.], большой крест (Мексиканская империя)
- Императорский орден Мексиканского орла, большой крест (Мексиканская империя)
- Орден Льва и Солнца, большой крест (Персия)
- Савойский военный орден, большой крест (Сардинское королевство)
- Серебряная медаль «За воинскую доблесть» (Сардинское королевство)